# Antonio de Herrera y Tordesillas
Antonio de Herrera y Tordesillas (Cuéllar, 1549 – Madrid, 28 de marzo de 1626) fue un cronista, historiador y escritor del Siglo de Oro español, autor de la Historia general de los hechos de los castellanos en las Islas y Tierra Firme del mar Océano que llaman Indias Occidentales, conocida como Décadas publicada en Madrid entre 1601 y 1615 y considerada una de las mejores obras escritas sobre la conquista de América. 
Fue Cronista Mayor de Castilla durante los reinados de Felipe II y Felipe III, y también de Indias. Cristóbal Pérez Pastor le atribuyó el sobrenombre de «Príncipe de los historiadores de Indias». Está considerado el historiador más dilatado de su época, y su obra está compuesta también por una Historia General del Mundo, una de Portugal y una Descripción de Indias. También destaca en su obra la traducción de diferentes obras del italiano o el latín al castellano, e incluso se atrevió a traducir su obra Descripción de las Indias Occidentales al neerlandés.
Es considerado el primer historiador español del Imperio de ultramar de España.

## Biografía
Nació en la Villa de Cuéllar, provincia de Segovia, en una familia noble acomodada. Hijo de Rodrigo de Tordesillas (hijo de otro Rodrigo de Tordesillas que murió a manos de los comuneros), y de Inés de Herrera, de quien tomó el apellido.
Cursó sus primeras letras en el Estudio de Gramática de su villa natal, desarrollando una habilidad muy notable para relacionarse y una capacidad de trabajo inagotable como podrá comprobarse posteriormente; su preparación (importante en lengua latina), cursada posiblemente en Salamanca alcanzó el punto culminante en Italia. En 1570 viajó a Italia, en servicio del príncipe Vespasiano I Gonzaga, uno de los personajes más destacados de su época en Italia. Sus conocimientos de latín se incrementaron a la vez que aprendió italiano.
En 1575 Gonzaga fue nombrado virrey de Navarra, causa por la cual Herrera regresó a la Península y fijó su residencia en Pamplona. 
Cuando Gonzaga pasó a Valencia como virrey en 1579, Herrera trasladó su residencia a la Corte como hombre de máxima confianza de Gonzaga, resolviendo sus cuestiones ante el rey y la Corte. Simultáneamente Herrera fue ampliando el círculo de sus amistades, estableció contacto con personalidades influyentes a la vez que, paulatinamente, amasaba una pequeña fortuna.
En los últimos años de vida de Gonzaga, este presenta al rey Felipe II a Antonio de Herrera como docto en asuntos históricos. Fue el punto de partida de una relación que Herrera supo mantener, comenzando por una serie de cortesías interesadas dedicando sus obras históricas (ya había iniciado su producción) a personajes importantes. Para iniciar con buen pie ese contacto con el Rey tradujo del italiano la obra de Minadoy, Historia de la Guerra entre turcos y persianos.
Durante su estancia en Pamplona conoció a la que habría de ser su primera mujer, Juana de Esparza y Artieda, matrimonio celebrado en 1581 y que le proporcionó un nivel social de cierto relieve, pese a que todavía no hubiera conseguido un capital o patrimonio importante, aunque se hallaba en vías de llegar a hacerlo efectivo. Fruto de este primer matrimonio nació Juana de Herrera, su única hija, que murió en 1587 a temprana edad, tres años después que su madre doña Juana.
Una década después de quedar viudo, contrajo segundo matrimonio con una cuellarana, María de Torres Hinestrosa, descendiente por un costado de los señores de Henestrosa y por el otro en línea natural, del rey Alfonso IX de León. No tuvieron sucesión.

### Cronista
Durante los años de viudez de su primera mujer, Herrera se dedicó a afianzar su posición en la Corte, a invertir en fincas urbanas en Madrid, y por supuesto, a escribir hasta lograr el cargo de Cronista Mayor de Indias en 1596, y el de Castilla en 1598, con un sueldo apetecible o, como el mismo Herrera dice optimo stipendio dotatum.
En 1601 trasladó su residencia a Valladolid, con la Corte, y allí prosiguió su incansable actividad historiográfica entremezclada con otras de índole palaciega y las inevitables de índole económica.
En 1607 volvió a Madrid, residiendo en unas casas de la Puerta del Sol y dedicado a sus tareas literarias, donde gozó de una vida cómoda y señorial. Sin embargo, los enredos económicos en que andaba le provocaron un arresto domiciliario en 1609, que duró hasta 1611, continuando desde entonces a su actividad histórica y literaria hasta su muerte.

### Muerte

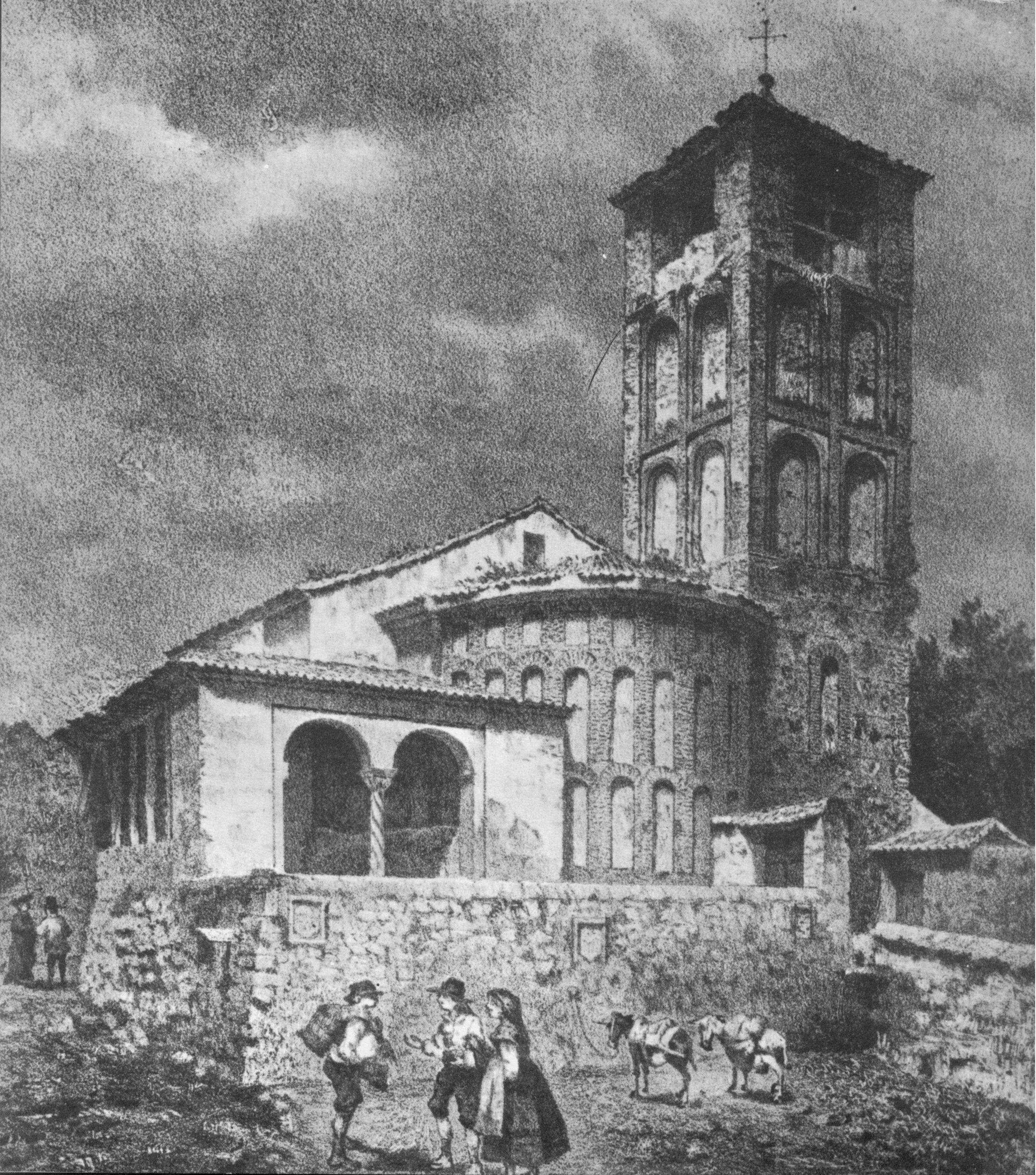
Desaparecida iglesia de Santa Marina. Dibujo de Francisco Javier Parcerisa en 1865.

Le sobrevino la muerte en Madrid el 28 de marzo de 1626. Mandó en su testamento que su cuerpo fuese enterrado «en la Iglesia parroquial de Santa Marina de la villa de Cuellar en un altar que está con un arco en la capilla mayor al lado de la Epistola para cuyo efecto se aderezará por horden y voluntad de mi heredero poniendo en el un letrero de letras redondas castellanas que se hallara ordenado entre mis papeles y en la conformidad que se hallare escrito en latin se pondra sobre el dicho mi sepulcro», como así se hizo después. Herrera estableció un plazo máximo de dos años para que su cuerpo fuese sepultado en Cuéllar, teniendo en cuenta posibles inconvenientes para hacerlo de inmediato, por lo que proponía como primer enterramiento el desaparecido convento de San Hermenegildo de Madrid, en la capilla del capitán Juan Bautista Anotonelli, de la cual era patrón, tal y como se hizo.
En el siglo XIX, durante la Desamortización, la iglesia de Santa Marina fue vendida y su propietario usó la lápida como escalón, perdiendo así el dorado que poseían las letras, mientras que los restos mortales se trasladaron en 1886 a la cercana iglesia de San Pedro, y una vez que fue secularizada ésta en 1890, se recogieron en uno de los salones del Ayuntamiento de Cuéllar, donde reposan en la actualidad con los de su mujer, junto con la lápida, que a instancias de la Real Academia de la Historia fue donada en 1952 por el propietario de la iglesia. La lápida, que se conserva en la actualidad en las dependencias del ayuntamiento de Cuéllar, posee la siguiente inscripción:

Ant. Herrera Tordesillas. Chronicu
Philip 2 & 3 Castellæ et Indias. Gene
ral. Inquis. Familiaris Nauarr. et Valenti
a Secretis Regiæ Familiæ Domesticus.
Vixcit cum nobili uxo D.M. de Torres an
....laborib. felix, primiis a suppra. Obiit M
....1626, die 28 Mr. ella 3 .... An 1641.
Antonio Herrera Tordesillas, cronista
de los reyes Felipe II y III de Castilla y de las Indias,
familiar de la General Inquisición de Navarra y Valencia,
Secretario y criado de la casa Real,
Vivió 38 años con su noble mujer Doña María de Torres,
feliz en sus trabajos (literarios), mas no logrando los premios a que era acreedor.
Murió en Madrid, á 28 de marzo de 1626. Ella (doña María) a 30 del mismo mes, año 1641.

## Obra

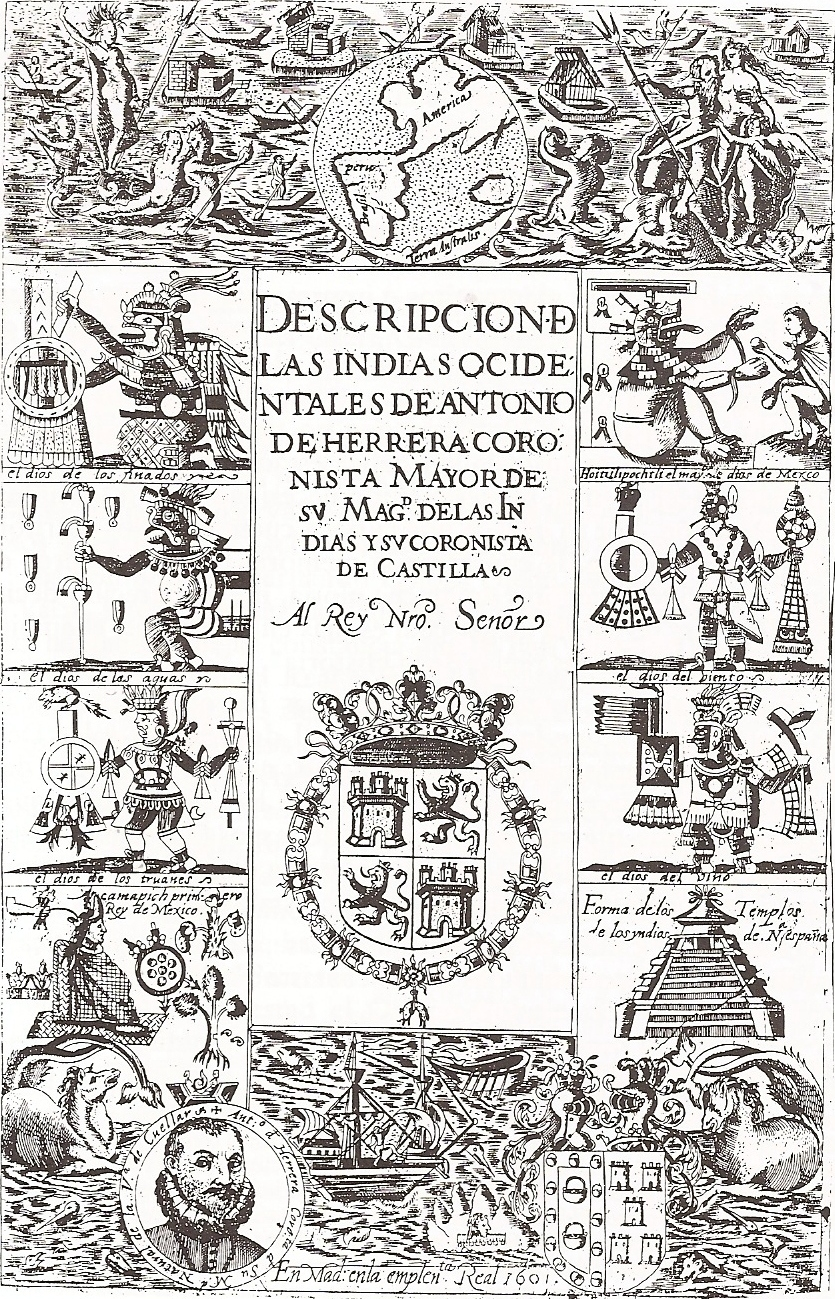
Portada de la Descripción de las Indias en su primera edición de 1601, con grabados iconográficos del pueblo indígena. También aparece el único retrato que existe del autor.

### Descripción de las Indias Occidentales
La historiografía americana de Herrera comenzó con su Descripción de las Indias, publicada en 1601, en la que incluyó diversos mapas y desplegables. Pese a estar considerada una obra independiente, pues como ello fue publicada, es la introducción de sus Décadas, marcando así un patrón muy imitado por los escritores del siglo XX: trata el medio geográfico en el más estricto sentido de la palabra, como herramienta de ayuda para comprender la historia que posteriormente publicaría, localizando los lugares principales y ofreciendo la configuración del territorio como marco de operaciones donde tuvieron lugar los hechos.
Con la Descripción de Herrera culminó una tradición iniciada en el primer viaje de Colón, compuesta de diversas crónicas, tratados de náutica y otros manuales, como las obras de Martín Fernández de Enciso, Alonso de Chaves, Alonso de Santa Cruz y Juan López de Velasco, además de una amplia cartografía, todas ellas fuentes que usó Herrera para componer su Descripción, y para incluir en ella catorce mapas de América y Extremo Oriente. Fue común en las nuevas ediciones de sus Décadas incluir su Descripción como una parte más de la obra, aunque en ocasiones se publicó de forma independiente, traducida al alemán, francés, inglés y latín.
Las fuentes que manejó Herrera para componer su descripción se dividen en cuatro núcleos: las obras de geografía de Juan López de Velasco (Capítulos I, II, III, V y XI-XXVII); el Códice J-15 de la Biblioteca Nacional (I, III, V y VIII-X); la historia de Gonzalo Fernández de Oviedo (VII), y documentación de archivo (II, IV, VI-VII, XI-XV, XVIII-XXVII y XXVIII-XXXII).

### Décadas
Su mayor reconocimiento lo debe a su Historia general de los hechos de los castellanos en las Islas y Tierra Firme del mar Océano que llaman Indias Occidentales conocida como Décadas, que fue publicada por Juan Flamenco y Juan de la Cuesta entre 1601 y 1615, en cuatro volúmenes. Se trata de la historia escrita de América más completa hasta entonces, y como desvela su nombre, la obra se centra en narrar los acontecimientos vividos por los conquistadores españoles durante la Conquista, más allá del medio natural, del que ya se había ocupado en su Descripción, y por encima del mundo indígena, que consideró ya suficientemente tratado en las obras de Las Casas, Sahagún, Olmos o Mendieta, pues se trata de una historia de hechos y no de cosas. Tampoco se trata de una historia cuyo objetivo primordial fuera comprender y valorar lo sucedido, sino que fundamentalmente es descriptiva, dejando los juicios personales a un lado, narrando los sucesos y acontecimientos cuyo protagonismo se halla en los castellanos.
Las portadas fueron adornadas con grabados que mostraban templos, caciques y otros aspectos de América, así como las efigies de conquistadores españoles como sus paisanos Diego Velázquez de Cuéllar, Juan de Grijalva o el capitán Gabriel de Rojas y Córdova. Estos retratos son a menudo los únicos que han llegado hasta hoy de personajes clave de la conquista.
Herrera no vivió los hechos que narra sino que pretendió acercarlos al lector a través de las crónicas de sus antecesores en el cargo y otros eruditos de las letras, y de toda la documentación oficial que por su cargo tuvo a su alcance, procedente de libros de Cámara y papeles del archivo del Consejo de Indias.  Algunos documentos manuscritos de la época, hoy perdidos, se conocen solo gracias a haberlos incluido Herrera en su obra. Se trató así la primera historia de América que utilizó todas las fuentes históricas disponibles y llegó a constituirse en la primera Historia general de las Indias.
La obra fue tan monumental que Antonio de Solís, quien sucedió a Herrera en el cargo de cronista, no se sintió con fuerzas para proseguir el trabajo. El único que lo intentó sin mucho éxito fue otro cronista, Pedro Fernández del Pulgar, con buena voluntad y tesón, pero con un resultado desalentador, pues su manuscrito permanece inédito en la actualidad.
Las Décadas tuvieron gran éxito al tiempo de publicarse, y en pocos años fueron traducidas al latín, francés y al alemán, pasando después al neerlandés y al inglés, contando una veintena de nuevas ediciones, la última en 1991 a cargo de la Universidad Complutense de Madrid, sustituyendo a una anterior de la Real Academia de la Historia.
La obra ha recibido a lo largo de la historia una lluvia de críticas, positivas y negativas: considerada por algunos la mejor historia escrita de América, otros acusan a las Décadas de plagio, cuando el mismo Herrera advierte en su obra que se trata de una compilación de las crónicas existentes, contrastadas con la documentación de la época y «dejando aparte muchas cosas que los referidos autores han dicho por no poderse verificar con escrituras auténticas».

### Historia general del Mundo

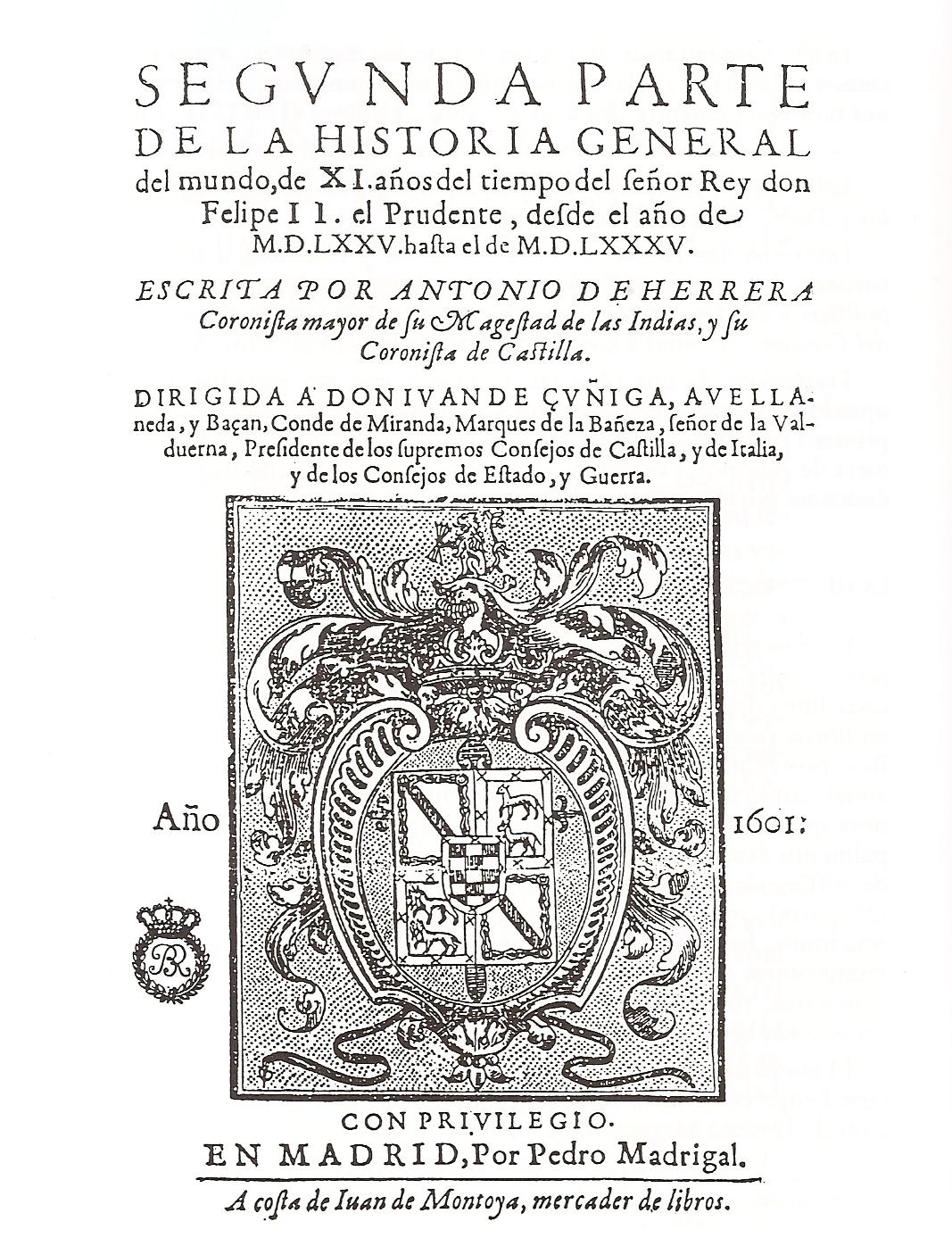
Portada de la Segunda parte de su Historia general del Mundo

También publicó una Historia general del Mundo, escrita en tiempo de Felipe II y dividida en tres partes, cada una de ellas estructurada en libros, y cada libro dividido en capítulos. La primera parte comprende los años 1559-1574 (aunque empieza en 1554 con el matrimonio entre el príncipe Felipe y María I de Inglaterra) y se publicó en Madrid en 1601, y en Valladolid en 1606, a la que siguió una segunda edición mejorada.
La segunda parte comprende de 1575 a 1585 y fue editada a la vez que la primera, constatándose más tarde una segunda edición. Por último, la tercera parte fue publicada en Madrid en 1612, y comprende de 1585 a 1598, terminando con la muerte del rey. Constituye una verdadera crónica anual, un diario de acontecimientos que engloba lo que su título abarca, considerando el Mundo, los hechos del reinado de Felipe II en el ámbito de su área de influencia. En ella se narran tumultos, rebeliones, sediciones, traiciones, levantamientos, guerras de pueblos, presas de ciudades, expugnaciones de fortalezas y castillos, sacos de lugares, incendios, treguas, conciertos, roturas de paces, matanzas de gentes, muertes de príncipes y otras cosas acontecidas desde el año de 1554 hasta el de 1598, tal y como advierte el propio autor. No solo dedica sus páginas a la historia de España, sino que sus contenidos hacen referencia a África, Asia, al Atlántico y Mediterráneo, al Pacífico y a las Indias.

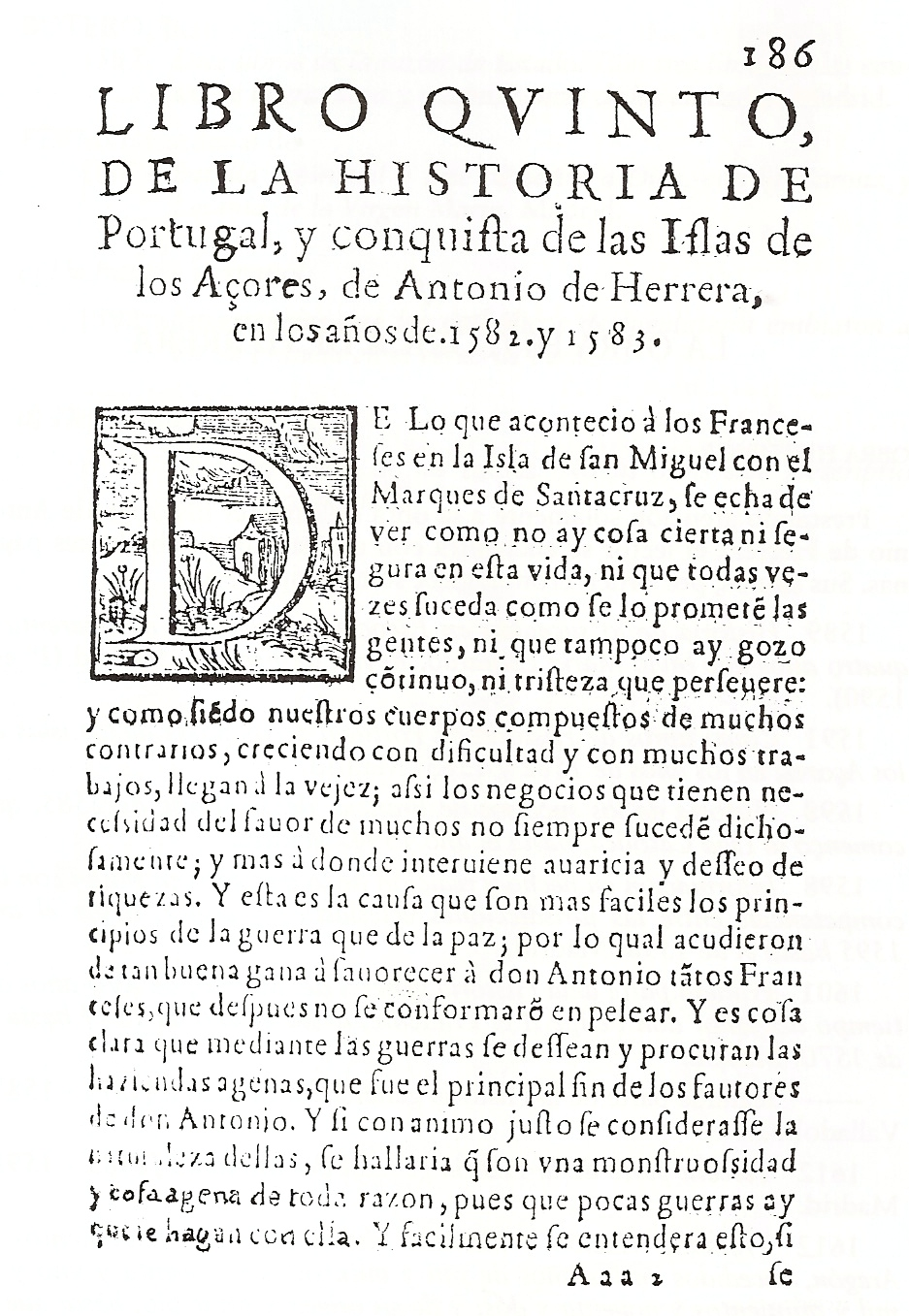
Historia de Portugal

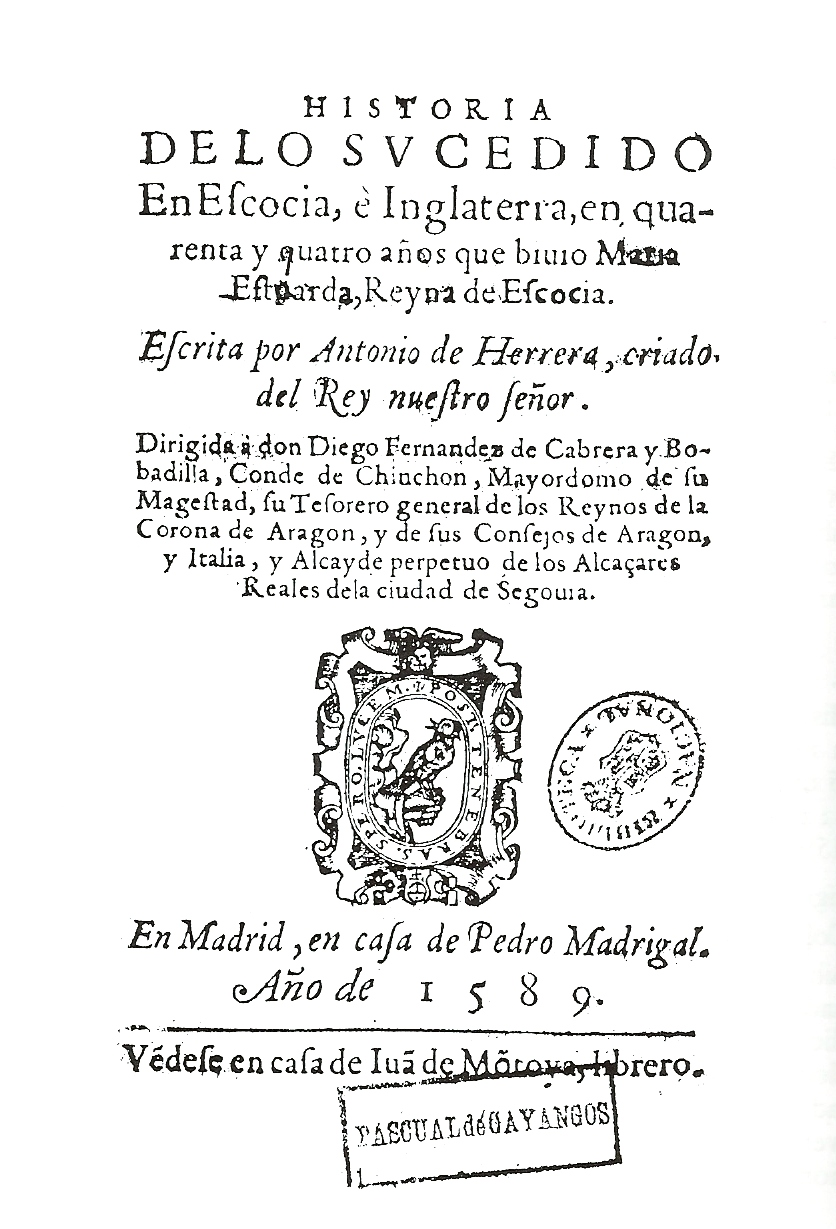
Historia de María Estuardo

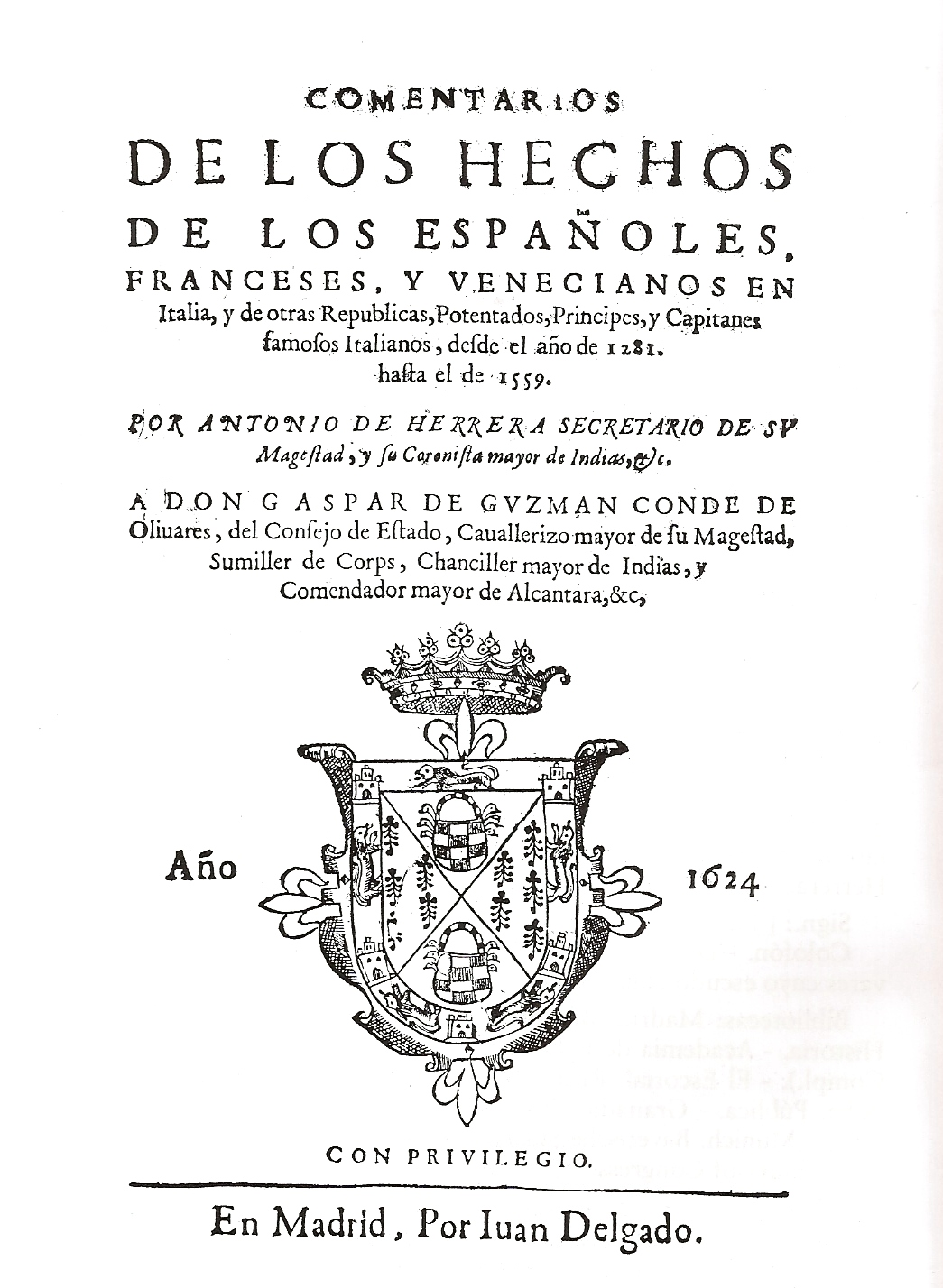
Comentarios

### Otras obras
Fue el historiador más prolífico de su época, y su trabajo histórico y literario no solo se centró en la historia de América. Herrera fue incansable humanista y sobre todo historiador. Otras publicaciones suyas fueron:
- Historia de Portugal y conquista de las islas Azores (1582). Se publicó una segunda edición en la imprenta de Pedro Madrigal, en Madrid el año 1591, en cinco volúmenes.
- Historia de María Estuardo, cuyo título completo es Historia de lo sucedido en Escocia, è Inglaterra, en quarenta y quatro años que biuio Maria Estuarda, Reyna de Escocia, escrita por Antonio de Herrera..., está dedicada a la vida y obra de la reina María I de Escocia. Fue publicada en Madrid en 1589 y al año siguiente se editó en Lisboa bajo el mismo título. Posteriormente, en el año 1859 se volvió a reeditar en Madrid, como rareza bibliográfica.[5]
- Crónica de los Turcos (1598).
- Sucesos de Francia o Historia de Antonio de Herrera, criado de su Majestad, y su Coronista mayor de las Indias, de los sucessos de Francia, desde el año de 1585 que començò la liga Catolica, hasta fin del año 1594 (Madrid, 1598).
- Sucesos de Milán o Informacion en hecho, y relacion de lo que passo en Milan, en las competencias entre las jurisdicciones Eclesiastica y Seglar, desde el año de 1595 hasta el de 1598, escrita por Antonio de Herrera...  (1599 y 1609), dos ediciones.
- Tratado de los movimientos de Aragón o Tratado, relacion y discurso historico de los mouimientos de Aragon sucedidos en los años de mil y quinientos y nouenta y vno, y de mil y quinientos y nouenta y dos: y de su origen y principio hasta que... Filipe II... compuso y quieto las cosas de aquel Reyno (Madrid, 1612).
- Comentarios de los hechos de los españoles, franceses y venecianos en Italia, y de otras Repúblicas, Potentados, Príncipes y Capitanes famosos italianos, desde el año 1281 hasta el de 1559 (Madrid, 1624).
- Discursos morales, políticos e históricos inéditos de don Antonio de Herrera, Cronista del Rey don Felipe Segundo, autor de las Décadas de Indias y de otras muchas obras (Madrid, 1804), obra que pasó por la imprenta tardíamente.

Conocemos otras obras de Herrera, algunas de ellas desaparecidas pero cuya constancia está registrada:
- Elogio a Don Baltasar de Zúñiga, Comendador mayor de León, del Consejo de Estado y Presidente del supremo de Italia, de Antonio de Herrera.
- Elogio de Antonio de Herrera, Coronista del Rey... a Don Iuan de Zúñiga.
- Elogio de Vaca de Castro, por Antonio de Herrera.
- Exequias de la Reina Doña Margarita de Austria, muerta el 3 de octubre de 1611, por Antonio de Herrera, impresa por orden y a costa de la ciudad de Segovia.

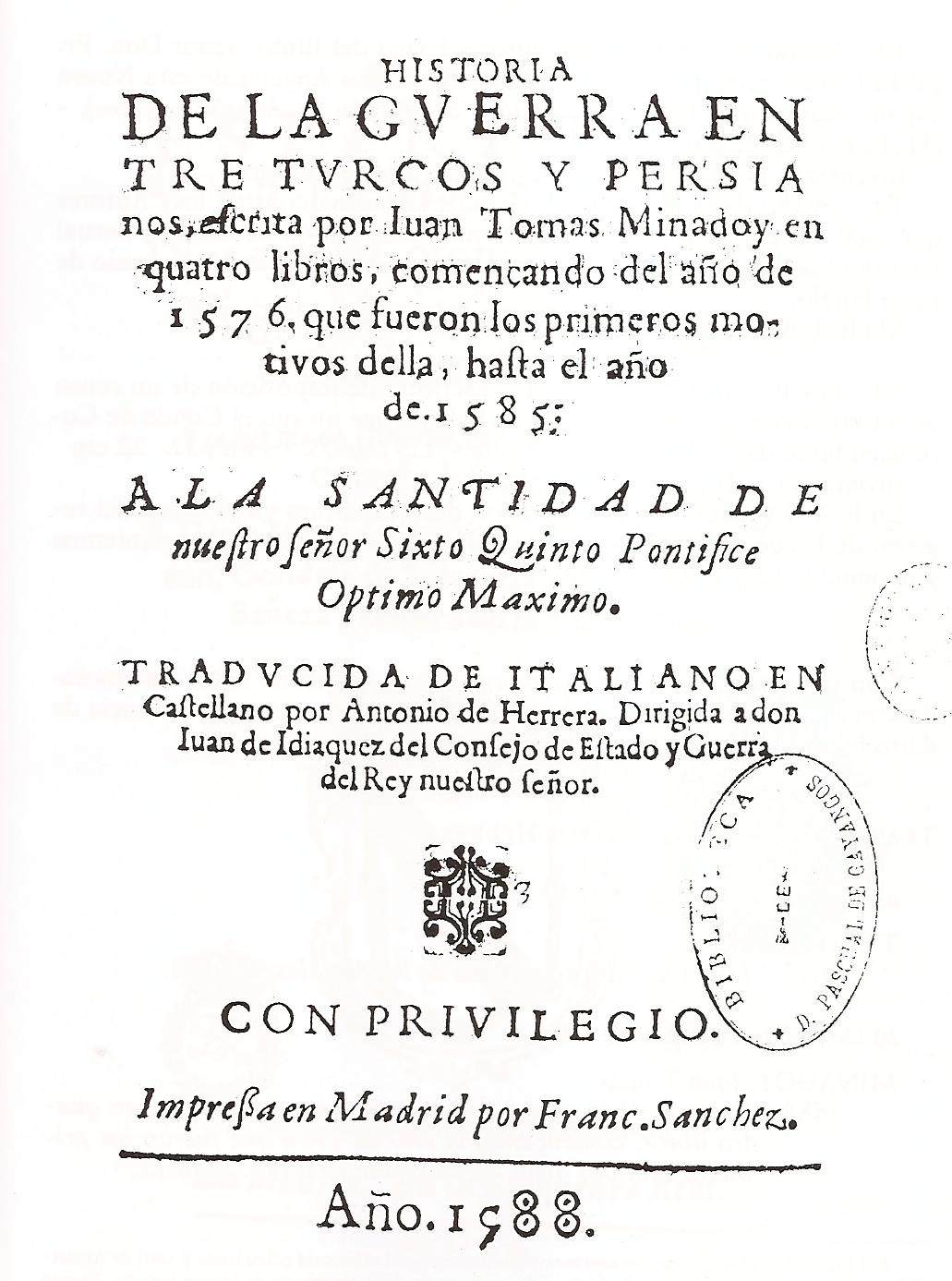
Historia de la guerra entre turcos y persianos

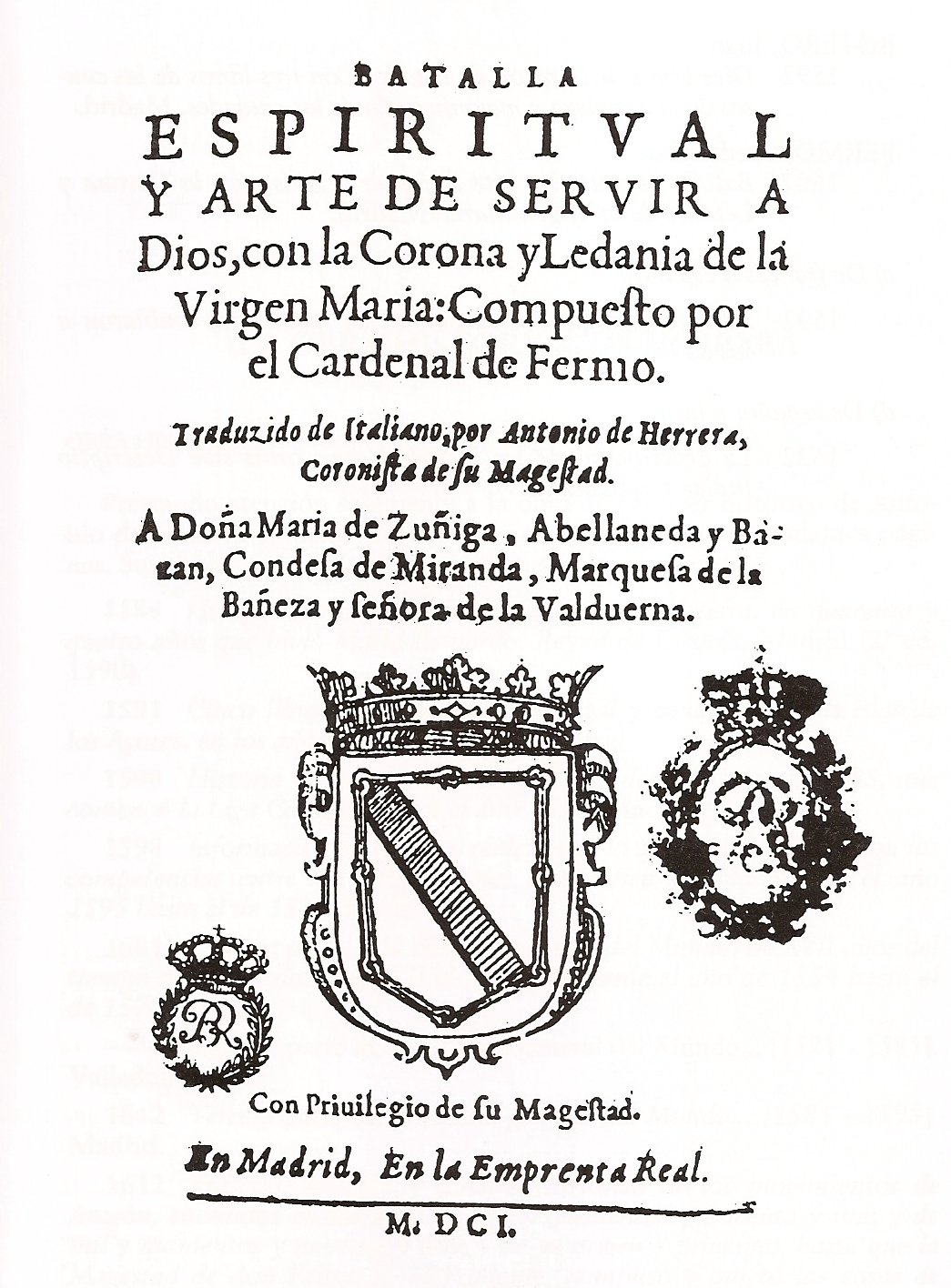
Batalla espiritual

### Traducciones
No dejó de lado la traducción, pasando a diferentes idiomas las obras de otros autores:
- Historia de la guerra entre turcos y persianos, escrita por Iuan Tomas de Minadoy... (Madrid, 1588), de Giovanni Tomaso Midanoi Da Rovigo. Del italiano al castellano, en cuatro volúmenes.
- Diez libros de la razón de Estado; con tres libros de las causas de la grandeza, y magnificencia de las ciudades de Iuan Botero (Madrid, 1592), de Giovanni Botero. Del italiano al castellano. Fue reeditada dos veces más: en Barcelona (1599) y en Burgos (1603).
- Advertencias que los catholicos de Inglaterra embiaron a los de Francia en el cerco de París (1592). Del francés al castellano.
- Batalla espiritual y arte de seruir a Dios, con la Corona y Ledania de la Virgen Maria, compuesto por el Cardenal de Fermo... (Madrid, 1607), del cardenal Serafino da Fermo. Del italiano al castellano.
- Los cinco libros primeros de los Annales de Cornelio Tacito: que comienzan desde el fin del Imperio de Augusto hasta la muerte de Tiberio... (Madrid, 1615), de Cayo Cornelio Tacito. Del latín al castellano.
- Descripción de las Indias Occidentales (Amsterdam, 1622), traducción al latín de una de sus propias obras.

### Manuscritos
En la Biblioteca Nacional de Madrid, se recoge una quincena de manuscritos de Herrera, varios de ellos dedicados a la Crónica de los Turcos, un discurso por la muerte de la reina de Francia y otros manuscritos que pertenecen a la Historia de Francia, también de la de Portugal; 23 discursos sobre los derechos y costumbres de las Islas Canarias y otros temas; epístolas, elogios y tratados varios.

### Crítica
Herrera no tiene buena fama entre historiadores modernos. Así le describe Ramón Ezquerra en el Diccionario de historia de España:
Escritor oficioso, careció por tanto de imparcialidad.... Oportunista... intrigante y codicioso.... Plagió obras enteras, entonces inéditas.... No le interesó la cultura indígena [americana] y así no trató de ella.